# ۳۸۷ (قمری)
۳۸۷ (قمری)، سیصد و هشتاد و هفتمین سال در گاهشماری هجری قمری است. اول محرم این سال برابر با نوزدهم ژانویه سال ۹۹۷ میلادی است.

## درگذشتگان
- ۱۴ رجب - نوح دوم سامانی از امرای سامانی
- شعبان - سبکتگین بنیان‌گذار حکومت غزنویان

## وابسته
- مزیدیان
- مروانیان